# Кардозу Морейра, Лукас
Лукас Кардозу Морейра (порт. Lucas Cardoso Moreira; род. 3 августа 2000, Пошореу, Мату-Гросу) — бразильский футболист, полузащитник клуба «Куяба». Выступает на правах аренды в клубе «Наутико».

## Карьера

### «Куяба»

#### Начало карьеры
Воспитанник футбольной академии бразильского клуба «Униан Рондонополис». В августе 2020 года перешёл в бразильский клуб «Операрио». Дебютный матч в чемпионате футболист 19 сентября 2020 года против клуба «Апаресиденсе», выйдя на замену на 61 минуте. Дебютным забитым голом за клуб отличился 14 ноября 2020 года в матче против клуба «Реал Нороэсте». В июне 2021 года футболист перешёл в молодёжную команду бразильского клуба «Куяба». В декабре 2021 года футболист на правах арендного соглашения присоединился к клубу «Санту-Андре», для участия в Лиге Паулиста. Дебютный матч в чемпионате сыграл 23 октября 2022 года против клуба «Гояс», выйдя на поле в начале второго тайма. В апреле 2023 года на правах арендного соглашения присоединился к бразильскому клубу «Ботафого». В клубе футболист быстро смог закрепиться, за который выступал в роли одного из ключевых игроков.

#### Аренда в «Ригу»
В феврале 2024 года бразилец на правах арендного соглашения присоединился к латвийскому клубу «Рига», соглашение с которым было рассчитано до конца сезона. Дебютировал за клуб 2 марта 2024 года в матче за Суперкубок Латвии, где в финале в серии пенальти победили РФС. Первый матч в чемпионате сыграл 10 марта 2024 года против клуба «Гробиня», выйдя на замену на 71 минуте. В апреле 2024 года также отправился выступать за вторую команду клуба. Дебютными забитыми голами за резервную команду отличился 25 мая 2024 года в матче против клуба «Тукумс-2000-2», оформив дубль. На протяжении первой половины сезона за основную команду клуба выступал преимущественно в роли игрока замены, результативными действиями не отличившись. В конце июня 2024 года покинул латвийский клуб, расторгнув арендное соглашение по соглашению сторон.

#### Аренда в «Гремио Новуризонтино»
В июле 2024 года на правах арендного соглашения присоединился к бразильскому клубу «Гремио Новуризонтино», соглашение с которым было рассчитано до конца сезона. Дебютировал за клуб 4 августа 2024 года в матче против клуба «Гояс», выйдя на замену на 64 минуте. Первым результативным действием за клуб отличился 23 октября 2024 года в матче против клуба «Аваи», отдав голевую передачу. По итогу сезона вместе с клубом завершил чемпионат на итоговом пятом месте в турнирной таблице. За проведённый сезон в бразильском клубе отличился своей единственной голевой передачей, большую часть матчей проведя, выходя на замену со скамейки запасных. В конце 2024 года по окончании срока арендного соглашения покинул клуб.

#### Сезон 2025 (аренда в «Наутико»)
В начале 2025 года начинал подготовку к новому сезону в составе клуба «Куяба». Первый матч за клуб сыграл 12 января 2025 года в матче чемпионата Мату-Гросу против клуба  «Операрио», выйдя на замену на 72 минуте. Первым забитым голом за клуб в сезоне отличился 26 января 2025 года в матче против клуба «Примавера». Вместе с клубом стал серебряным призёром чемпионата Мату-Гросу, где в финале уступили «Примавере». Первый матч в чемпионате сыграл 6 апреля 2025 года против клуба «Волта-Редонда», выйдя на поле в стартовом составе. В июле 2025 года на правах арендного соглашения присоединился к клубу «Наутико». Дебютировал за клуб 13 июля 2025 года в матче против клуба «Фигейренсе», выйдя на замену на 69 минуте.

## Достижение
«Рига»
- Обладатель Суперкубка Латвии: 2024